# Cavaliers de la Virginie
Les Cavaliers de la Virginie (en anglais : Virginia Cavaliers) sont un club omnisports universitaire de l'université de Virginie à Charlottesville, dans l'État de Virginie aux États-Unis. Les équipes des Cavaliers participent aux compétitions universitaires organisées par la National Collegiate Athletic Association. Virginia fait partie de la Atlantic Coast Conference. 
La mascotte de l'équipe est depuis 1963 un cavalier. Avant cette date, deux chiens furent mascottes officielles : Beta, mort percuté par une automobile le 6 avril 1939, puis Seal, mort le 11 décembre 1953. En revanche, les couleurs orange et marine sont stables depuis 1888.
L'équipe masculine de basket-ball a disputé trois fois le Final Four (1981, 1984 et 2019), décrochant le titre en 2019, tandis que l'équipe masculine de football fut sept fois championne nationale NCAA (1989, 1991, 1992, 1993, 1994, 2009 et 2014), l'équipe masculine de crosse fut sacrée en 1952, 1970, 1972, 1999, 2003, 2006 et 2019 et l'équipe féminine de crosse le fut en 1991, 1993 et 2004.

## Palmarès
- Champion NCAA de soccer masculin en 1991, 1992, 1993, 1994, 2009 et 2014.
- Champion NCAA de baseball en 2015.
- Champion NCAA de basket-ball masculin en 2019.